# Taquaruçu do Sul
Taquaruçu do Sul är en kommun i Brasilien.   Den ligger i delstaten Rio Grande do Sul, i den södra delen av landet, 1 400 km söder om huvudstaden Brasília. Antalet invånare är 2 970.
Trakten runt Taquaruçu do Sul består till största delen av jordbruksmark. Runt Taquaruçu do Sul är det ganska glesbefolkat, med 38 invånare per kvadratkilometer.